# Быково (Лотошинский район)
Быко́во — деревня в Лотошинском районе Московской области России.
Относится к сельскому поселению Микулинское, до реформы 2006 года относилась к Микулинскому сельскому округу. По данным Всероссийской переписи 2010 года численность постоянного населения составила 4 человека (1 мужчина, 3 женщины). Код ОКТМО — 46 629 416 131.

## География
Расположена в северо-западной части сельского поселения, примерно в 23 км к северо-западу от районного центра — посёлка городского типа Лотошино, на левом берегу небольшой реки Боровки, впадающей в Шошу. Соседние населённые пункты — деревни Боровки, Коноплёво и Речки.

## Исторические сведения
В «Списке населённых мест» 1862 года Быково — владельческое сельцо 2-го стана Старицкого уезда Тверской губернии, по Волоколамскому тракту в город Тверь, при речке Боровке, в 32 верстах от уездного города, с одним двором и 14 жителями (4 мужчин, 10 женщин).
В 1886 году — 4 двора и 33 жителя (17 мужчин, 16 женщин). В 1915 году насчитывалось два двора.
С 1929 года — населённый пункт в составе Лотошинского района Московской области.

## Население
| 1859 | 1886 | 2002 | 2006 | 2010 |
| ---- | ---- | ---- | ---- | ---- |
| 14   | ↗33  | ↘6   | ↗8   | ↘4   |